# Micelle
En micelle (af latin: mica, "partikel" eller "krumme", og -elle, "lille") er betegnelsen for en omtrent kugleformet struktur, der dannes spontant af amfifile molekyler i en væske. Da amfifile molekyle er kendetegnet ved at have både en hydrofil ("vandelskende") og en lipofil ("fedtelskende") ende, vil de spontant søge sammen og ordne sig i små kugler, hvor hvert molekyle vender det hydrofile hoved ud mod opløsningsmidlet (ofte vand), og den lipofile hale ind mod midten af micellen. 
I en vandig opløsning over den kritiske micellekoncentration kan amfifiler samle sig og danne en micelle, der er et sfærisk aggregat, hvor de polære hoveder vender ud mod vandet, mens de apolære haler er gemt inde i micellen. I en apolær opløsning er de polære hoveder skjult i stedet, og det er da en inverteret micelle.
I forbindelse med fedtfordøjelsen i tarmsystemet fungerer galdesalte som emulgatorer, hvorved der dannes miceller, som indeholder fedt.
Micellen binder fedtstofferne så den polære del af emulgatormolekylet peger udad og den upolære indad. Derved kan fedtstofferne passere tarmbarrieren (tarmens epitelceller), da man nu har opnået en vis vandopløselighed.